# 943

943(구백사십삼)은 942보다 크고 944보다 작은 자연수다.

## 수학
- 합성수로, 그 약수는 1, 23, 41, 943이다. 진약수의 합은 65이므로, 943은 부족수다.
  - 283번째 반소수다. 앞의 반소수는 939, 다음 반소수는 949다.
- {\displaystyle 943=2^{10}-3^{4}}
- {\displaystyle 91^{4}-1}은 943으로 나누어떨어진다.

## 과학
- NGC 943: 고래자리 방향에 있는 렌즈형 은하.

## 교통
- 주도 제943호선
- 943번 홋카이도도(일본어판)

## 문화유산
- 대한민국의 보물 제943호: 보성 우천리 삼층석탑

## 기타
- 연도: 943년, 기원전 943년